# Río Plátano
Biosférická rezervace Río Plátano (španělsky Reserva de la Biosfera de Río Plátano) je rozsáhlé chráněné území na severovýchodě Hondurasu na rozmezí jeho departementů Olancho, Gracias a Dios a Colón v historické oblasti La Mosquitia. Rezervace je domovem rozmanité fauny i flory. Společně s národním parkem Patuca, antropologickou rezervací Tawhaka a biosférickou rezervací Bosawas tvoří tzv. „srdce Mezoamerického biokoridoru“ - druhý nejrozlehlejší chráněný komplex tropického lesa na západní polokouli.
Rezervace byla zřízena v roce 1980 na území o rozloze 5250 km², v roce 1997 bylo území rezervace rozšířeno na plochu 8320 km². Nadmořská výška se pohybuje v rozmezí 0 až 1326 metrů nad mořem. Klima je zde tropické, srážkový úhrn 2850 - 4000 mm/rok, průměrná roční teplota 26,6 °C. Zhruba 25% rozlohy rezervace je pobřežní nížina, zbytek rezervace má horský charakter. Nacházející se zde především ekotopy tropického mlženého lesa, deštného lesa, borovicových lesů, pobřežních lagun a nížin, porostů mangrovů, savan. Moře na pobřeží rezervace je domovem korálových útesů.
Mezi roky 1996 a 2007 byla rezervace zapsána do seznamu světového dědictví v ohrožení. Hlavními důvody byly zejména odlesňování, rozšiřování zemědělství a chov dobytka (především na jihu rezervace), rozšíření nepůvodních živočišných i rostlinných druhů, nedostatečný managment řízení rezervace a projekt stavby hydroelektrárny a přehradního jezera na řece Patuca v blízkosti chráněného území. Tyto problémy nejsou dodnes zcela odstraněny, pouze v rámci možností minimalizovány a tak je Río Plátano od roku 2011 opětovně zahrnuto mezi lokality světového dědictví v ohrožení.

## Fotogalerie

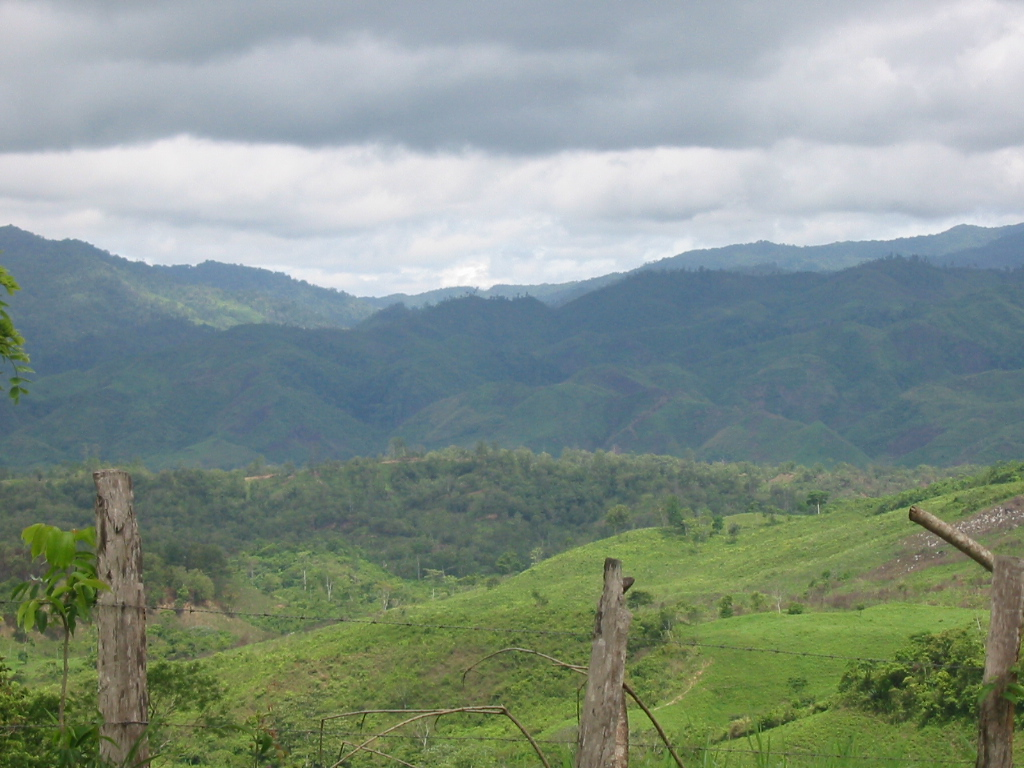
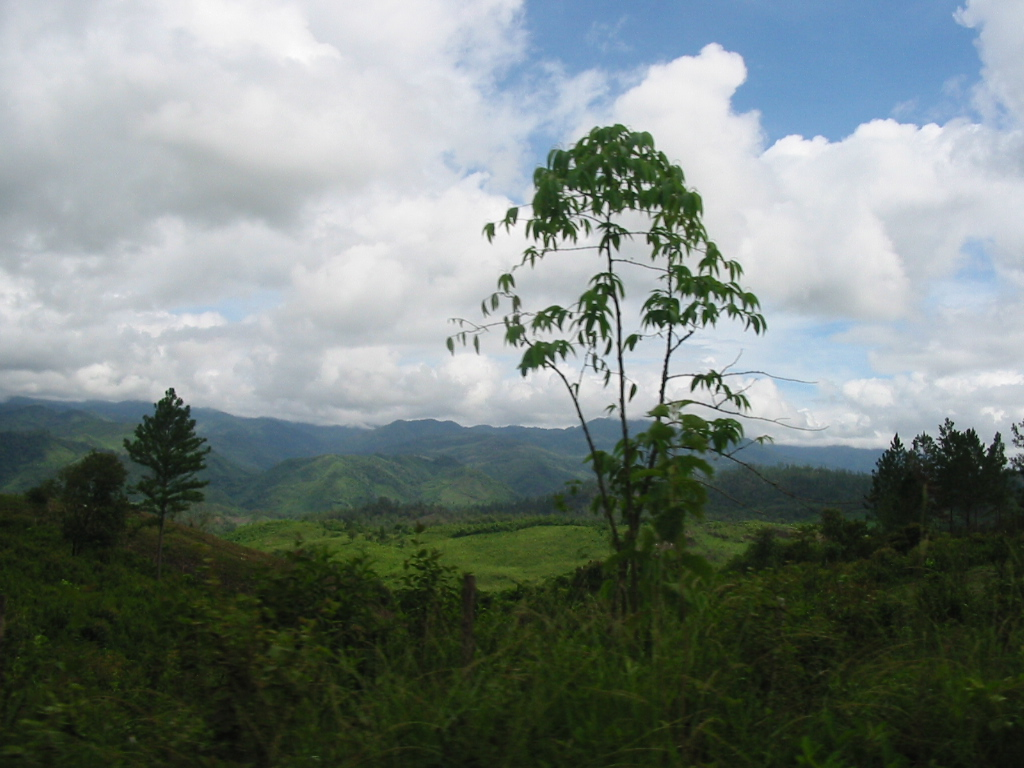
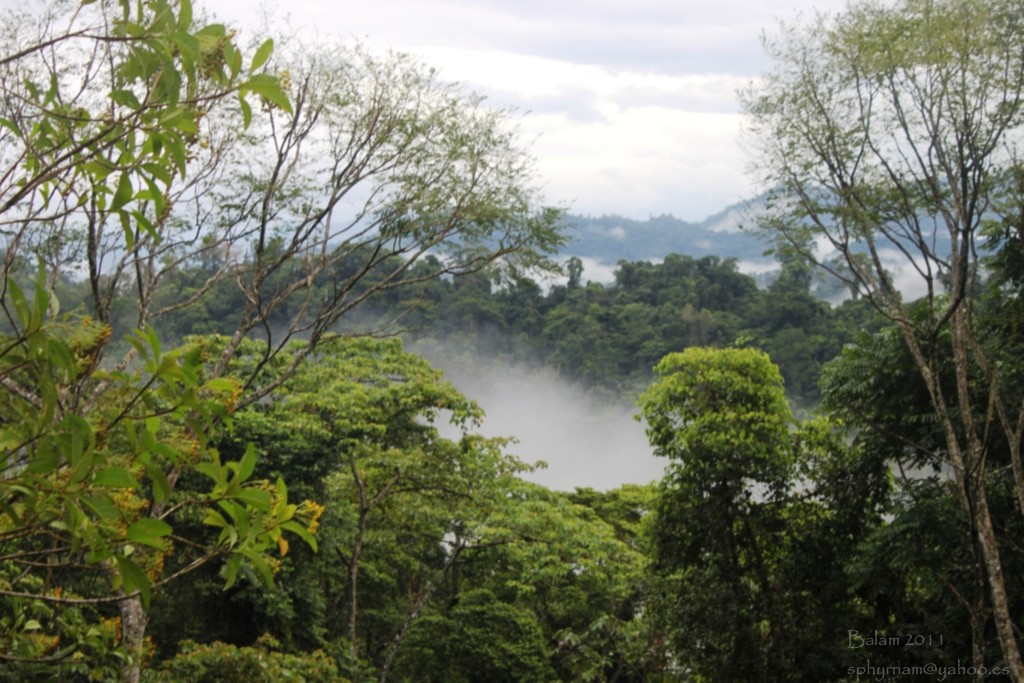